# Bousse (Sarthe)
Bousse è un comune francese di 445 abitanti situato nel dipartimento della Sarthe nella regione dei Paesi della Loira.

## Società

### Evoluzione demografica
Abitanti censiti